# Vähäkyrö
Vähäkyrö (szw. Lillkyro) - dawna gmina w Finlandii, położona w zachodniej części kraju, należąca do regionu Ostrobotnia. Od 1 stycznia 2013 stanowi eksklawę miasta Vaasa.